# Siły wysunięte
Siły wysunięte (ang. advance force) – tymczasowe ugrupowanie wydzielone z zadaniowych sił desantu morskiego poprzedzające wejście sił głównych do rejonu działań. Jego zadaniem jest udział w przygotowaniu głównego uderzenia poprzez prowadzenie takich działań jak: rozpoznanie, zdobycie pozycji do wsparcia, działanie przeciwminowe, ogniowe przygotowanie lądowania desantu, wykonywanie przejść w zaporach i wsparcie z powietrza.